# Monastère de Pavlovac
Le monastère de Pavlovac (en serbe cyrillique : Манастир Павловац ; en serbe latin : Manastir Pavlovac) est un monastère orthodoxe serbe situé à Koraćica, sur le territoire de la ville de Belgrade dans la municipalité de Mladenovac en Serbie. Il est inscrit sur la liste des monuments culturels de grande importance de la république de Serbie (identifiant no SK 96) et sur la liste des biens culturels de la ville de Belgrade.
Le monastère est dédié à saint Nicolas. Il abrite une communauté de moines.

## Histoire
Le monastère de Pavlovac a été construit sur l'ordre du despote serbe Stefan Lazarević par l'architecte de cour Rada Borović. Ruiné au moment de la conquête ottomane, il a été rénové dans la seconde moitié du XVIe siècle. En 1690, au moment de la grande migration des Serbes, il y a accueilli le patriarche Arsenije Čarnojević, qui a servi la messe avant de conduire les Serbes dans la Hongrie de l'époque ; le monastère fut, en représailles, détruit par les Turcs. 
Le monastère de Plavolac a été rénové une nouvelle fois en 1967.